# Des Adlers Horst
Des Adlers Horst ist eine „romantisch-komische“ Oper in drei Akten von Franz Gläser zu einem Text von Karl von Holtei, die am 29. Dezember 1832 im Königsstädtischen Theater Berlin uraufgeführt wurde. Die Handlung geht auf eine Erzählung von Johanna Schopenhauer zurück.

## Handlung
Im Riesengebirge, Ende des 18. Jahrhunderts. Die ledige Mutter Rose ist in ihrem Dorf zahlreichen Anfeindungen ausgesetzt. Trotzdem versucht sie, in Konflikten zu vermitteln, und überzeugt ihren Arbeitgeber, seine Pflegetochter als Schwiegertochter zu akzeptieren. Plötzlich wird Roses Kind von einem Adler entführt. Heldenhaft kämpft sie sich zum Nest des Adlers durch. Da erscheint der Jäger Richard, der Vater des Kindes. Ein Blitz spaltet einen Baum. Auf dieses Zeichen hin befreit Richard das Kind durch einen Schuss aus den Klauen des Adlers. Die Familie findet zusammen.
Die folgende Inhaltsangabe ist dem Melitz-Opernführer von 1906 entnommen.

### Erster Akt
Gegend im schlesischen Gebirge
Rose ist auf der Bühne; zu ihr kommen Renner, Veronika, Marie und Anton, die nach einem Dankgebet wieder weiter gehen. Rose allein (Arie: „Und sei das Herz auch ganz verlassen“). Cassian kommt (Lied: „Mit grünem Laub zu kränzen das Leben“). Da er Rose attackiert, nimmt der herzueilende Anton Partei für das Mädchen, gegen den Willen seiner Mutter, die ihn von der Magd trennt. Gleich darauf muss sie erfahren, dass auch ihr Mann das Mädchen in Schutz nimmt und sogar nichts gegen eine Heirat mit Anton hätte. Darauf besteht Veronika aber auch auf ihren Willen, dass Marie und der Förster Richard ein Paar würde.
Richard kommt (Arie: „O, dass der Felsen starre Kluft“). In der folgenden Szene tritt zu Tage, dass Richard und Rose in vertrautem Verhältnis stehen.
Nach Anton treten Landleute auf (Chor: „Es begrüßen wieder heute“). Als sie bewirtet werden und Rose dazu tritt, erkennen sie in ihr eine Landsmännin, die einst entehrt und beschimpft entwichen ist.

### Zweiter Akt
Rose gesteht dem gütigen Renner, dass sie Richards Weib sei und ihr Kind im Gebirge versteckt halte. Sie macht ihrem Kummer Luft (Arie: „Wo der Wiese grünes Band zwischen Klippen liegt“). Renner verspricht sie zu schützen, und in der folgenden Szene weist Rose Antons Liebe zurück und verweist ihn auf Marie, die ihn liebt. Renner ist dies recht, da er Veronikas Wunsch, Marie mit dem Förster zu verbinden, abhold ist.
Mit Schmugglern feiert Renner ein Trinkgelage (Terzett: „Die Flaschen zur Hand, nun prüft mit Verstand“). Veronika kommt dazu, wird aber von Renner für den neuen Plan gewonnen.
Die Bühne wird leer – man sieht einen Adler mit einem Kind in die Lüfte steigen. Entsetzt stürzen die Leute heraus (Chor: „Der Adler, er hat ein Kind geraubt“). Rose ruft: „Gott des Erbarmens, das Kind ist mein!“ Nach kurzem Besinnen macht sich alles zur Rettung auf.

### Dritter Akt
Felsenspitze mit Adlerhorst
Richard erscheint (Arie: „Und immer finstrer steigen Wolken auf“). Auf einer falschen Felsspitze taucht Rose auf, erschreckt ihren Irrtum wahrnehmend. Dem wieder nahenden Richard entdeckt sie das Geschehene. Er will den Adler schießen, das Kind retten und so Roses Verzeihung erlangen; doch seine Faust bebt, sein Blick ist unstet, er vermag nicht zu zielen. Da bricht ein Gewitter aus. Der Blitz fällt einen Baum, der nun eine Brücke zum Horst bildet. Rose geht auf den Horst zu, der Adler erhebt sich drohend; doch nun schießt und trifft Richard. „Triumph“, ruft Rose, „mein Kind ist gerettet“. Sämtliche Personen der Oper klettern herauf, und unter ihrem Jubelgesang versöhnen sich Richard und Rose.

## Werkgeschichte
Die Mischform aus Rührstück, Melodram, Liedvortrag und opernhaften Ensembleszenen war typisch für die Darbietungen im Königsstädtischen Theater. Der Schluss lebt von einer sehr eindrücklichen Bühnentechnik. Realistische Milieuschilderung und Märchen gingen hier zusammen. Damals gab es viele Stücke dieser Art. Heute ist von ihnen nur noch Carl Maria von Webers Der Freischütz (1821) bekannt.
Das Tabuthema der ledigen Mutter war nicht leicht auf die Bühne zu bringen. Der Stoff wäre ohne die dramatische Versöhnung der Eltern nicht möglich gewesen. Holtei machte die Handlung realistischer, indem er Schopenhauers Novelle vom exotischen Schottland ins schlesische Riesengebirge verlegte, die Gegend seiner Kindheit. Er war zunächst im Kontakt mit Giacomo Meyerbeer und hoffte, dass der berühmte Komponist sein Buch vertonen würde. Als sich dies nicht erfüllte, übergab er dem Hauskapellmeister Gläser die musikalische Ausgestaltung. Die moderne französische Grand opéra hatte erheblichen Einfluss auf die Machart. Der große Erfolg des Stücks spiegelte sich in Aufführungen in Prag, Amsterdam, Budapest und einer Einstudierung an der Königlichen Oper Berlin 1855, in der Johanna Wagner die Hauptrolle spielte. In den 1880er Jahren kam das Stück aus der Mode.